# فلسفة تحليلية
الفلسفة التحليلية أو فلسفة التحليل (بالإنجليزية: Analytic philosophy)‏ هي المدرسة الفلسفية التي تجعل الفلسفة منصبة على اللغة وتحليلاتها للتخلص مما يشوب التعبيرات اللغوية من لبس أو غموض أو خلط أو زيف. وتعدّ المدرسة الفلسفية الأشد شيوعا بين فلاسفة البلدان الناطقة بالإنجليزية. تُميَّز الفلسفة التحليلية عن القارية الشائعة في دول غرب أوروبا غير الناطقة بالإنجليزية باعتمادها بشكل رئيسي على أفكار مؤسيسها من جامعة كامبردج: جورج .إي مور وبرتراند راسل. لكن كليهما في النهاية كان متأثرا بأفكار ومؤلفات الفيلسوف الألماني جوتلوب فريجه، والعديد من الفلاسفة الرواد في المنحى التحليلي أتوا أساسا من ألمانيا والنمسا.
المنطق وفلسفة اللغة يعتبران أساسيين في الفلسفة التحليلية منذ بداياتها. ومع أن سيطرة هذين العلمين خفت تدريجيا، فإن العديد من توجهات الفكرية نشأت انطلاقا من التوجه المنطقي اللغوي للفلسفة التحليلية. من ضمن هذه التوجهات الناشئة: الوضعانية المنطقية، التجربانية المنطقية، الذرية المنطقية، فلسفة اللغة العادية. الفلسفات التحليلية اللاحقة تتضمن أعمالا مكثفة في الأخلاقيات، الفلسفة السياسية، فلسفة الدين، فلسفة اللغة، فلسفة الذهن. أخيرا، برزت أيضا الميتافيزيقيا ضمن فروع الفلسفة التحليلية.

## الفلسفة السياسية

### الليبرالية
تدين الفلسفة السياسية التحليلية الحالية بالكثير لجون راولز الذي أنتج سلسلة من الأبحاث تعود لخمسينيات القرن الماضي وكتابًا بعنوان «نظرية العدالة» في عام 1971، وكان الهدف دفاعًا متطورًا عن مكانة المساواة الليبرالية العامة تجاه العدالة الفردية، وتبع ذلك بمدة قصيرة صدور كتاب لأحد زملاء راولز ويُدعى روبرت نوزيك بعنوان «الفوضى والدولة واليوتوبيا»، وهو دفاع عن انفتاح السوق الحرة.
كان هنالك أيضًا العديد من الانتقادات للليبرالية خلال العقود الأخيرة بما في ذلك النقد النسوي لكاثرين ماكينون وأندريا دوركين، والنقد المجتمعي لمايكل ساندل وألسدير ماكنتاير، والنقد متعدد الثقافات لآيمي غوتمان وتشارلز تايلور. يُعد يورغن هابرماس الذي لا يُعتبر فيلسوفًا تحليليًا مؤلفًا مهمًا آخر للفلسفة السياسية التحليلية المعاصرة التي تعتبر نظريتها الاجتماعية مزيجًا من العلوم الاجتماعية، والماركسية، والكانطية الجديدة، والبراغماتية الأمريكية.

### الماركسية التحليلية
تجسد التطور الآخر في الفلسفة السياسية في ظهور المدرسة الماركسية التحليلية. يسعى أعضاء هذه المدرسة إلى تطبيق تقنيات الفلسفة التحليلية في العلوم الاجتماعية الحديثة مثل نظرية الاختيار العقلاني لتوضيح نظريات كارل ماركس وخلفائه. جيرالد كوهين هو أشهر عضو في هذه المدرسة، ويُمثل كتابه بعنوان «نظرية كارل ماركس للتاريخ: الدفاع (2000-1978)» وجهة النظر العامة بأنه أصل هذه المدرسة.
استخدم كوهين التحليل المنطقي واللغوي للتوضيح والدفاع عن تصور ماركس المادي للتاريخ. كان الاقتصادي جون رومر، والعالم الاجتماعي جون إلستر، وعالم الاجتماع إريك أولين رايت من الماركسيين التحليليين البارزين. عزز عمل هؤلاء الفلاسفة اللاحقين عمل كوهين من خلال تطبيق أساليب العلوم الاجتماعية الحديثة مثل نظرية الاختيار العقلاني، وذلك لتكملة استخدام كوهين للتقنيات الفلسفية التحليلية في تفسير النظرية الماركسية. كان كوهين نفسه قد انخرط في وقت لاحق وبشكل مباشر مع فلسفة جون راولز السياسية، وكان هدفه دفع نظريةٍ اشتراكيةٍ للعدالة تتناقض مع الماركسية التقليدية والنظريات التي طورها راولز ونوزيك.

### الشيوعيون
يقدم الشيوعيون مثل ألسدير ماكنتاير، وتشارلز تايلور، ومايكل والتزر، ومايكل ساندل نقدًا لليبرالية التي تستخدم التقنيات التحليلية لعزل الافتراضات الأساسية للأفراد الليبراليين مثل راولز، ومن ثم تحدي هذه الافتراضات. يتحدى الشيوعيون الافتراض الليبرالي الذي ينص على إمكانية اعتبار الفرد مستقلًا تمامًا عن المجتمع الذي ترعرع وعاش فيه، ويناقشون فكرة الفرد التي تؤكد على الدور الذي يلعبه المجتمع في تشكيل قيمه أو طريقة بناء فكره أو وجهات نظره.

## الميتافيزيقيا التحليلية
إن أحد الاختلافات البارزة فيما يتعلق بالفلسفة التحليلية المبكرة كان إحياء النظرية الميتافيزيقية خلال النصف الثاني من القرن العشرين. طور الفلاسفة كديفيد كيلوج لويس وديفيد أرمسترونغ نظريات تفصيلية حول مجموعة من الموضوعات مثل العلاقات العامة، والسببية، والاحتمالية، والضرورية، والأشياء المجردة. كان هجوم كواين على التمييز التحليلي التخليقي من بين التطورات التي أدت إلى إحياء النظرية الميتافيزيقية، والذي كان يعتبر عمومًا إضعافًا لتمييز الفيلسوف رودولف كارناب بين الأسئلة الوجودية الداخلية للإطار وتلك الخارجية لها.
لا تزال الميتافيزيقيا موضوعًا خصبًا للبحث بعد أن تعافت من هجمات الفيلسوف ألفري آير الوضعانية المنطقية. لا يزال النقاش نشطًا على الرغم من أن العديد من المناقشات هي امتدادات للمناقشات القديمة من العقود والقرون السابقة. أصبحت فلسفة الخيال، ومشكلة الأسماء الفارغة من الاهتمامات الرئيسية، في حين أُحيت القضايا الدائمة مثل الإرادة الحرة، والعوالم الممكنة، وفلسفة الزمن.
كان للعلم دور متزايد الأهمية في الميتافيزيقيا، وكان لنظرية النسبية الخاصة تأثير عميق على فلسفة الزمن، ونُوقشت فيزياء الكم بشكل روتيني في موضوع الإرادة الحرة. ترجع أهمية الأدلة العلمية إلى حد كبير إلى التزامات واسعة النطاق بين الفلاسفة بالواقعية العلمية والطبيعة.

## فلسفة العلم
إن ردة الفعل السلبية على كل من إثبات الوضعانية المنطقية وانتقادات فيلسوف العلوم كارل بوبر الذي اقترح معيار قابلية الدحض للحكم على ما إذا كانت الفرضيات علمية أو لا علمية؛ ومناقشات فلسفة العلوم خلال الأربعين عامًا الماضية التي سيطرت عليها النظريات الاجتماعية البنائية والنظرية النسبية للعلوم. شهدت فلسفة البيولوجيا أيضًا نموًا كبيرًا لاسيما بسبب الجدل الكبير الذي دار في السنوات الأخيرة حول طبيعة التطور، وخاصة الانتقاء الطبيعي.

## نظرية المعرفة
أُعيد إحياء نظرية المعرفة كموضوع للفلسفة التحليلية خلال الخمسين عاما الماضية، ويعود الفضل بشكل كبير إلى ورقة غيتيير التي صدرت في عام 1963 بعنوان «هل الاعتقاد الحقيقي المبرر معرفة؟». يهدف جزء كبير من الأبحاث المعرفية الحالية إلى حل المشكلات التي قدمتها أمثلة غيتيير إلى النموذج التقليدي للاعتقاد الحقيقي المبرر للمعرفة، وتشمل تطوير نظريات التبرير من أجل التعامل مع أمثلة غيتيير، أو إعطاء بدائل لنموذج الاعتقاد الحقيقي المبرر.

## علم الجمال
كان الفلاسفة التحليليون بطيئين في التفكير في الفن والحكم الجمالي نتيجة للهجمات على المفاهيم الجمالية التقليدية للجمال والتسامح من قبل مفكري ما بعد الحداثة. تناولت سوزان لانجر ونيلسون جودمان  هذه المشكلات بأسلوب تحليلي خلال الخمسينيات والستينيات. ازدهر علم الجمال كتخصص للفلاسفة التحليليين منذ وقت غودمان.